# 1971-es Vuelta ciclista a España
Az 1971-es Vuelta ciclista a España volt a 26. spanyol körverseny. 1971. április 29-e és május 16-a között rendezték. A verseny össztávja 2983 km volt, és 17 szakaszból állt. Végső győztes a belga Ferdinand Bracke lett.

## Végeredmény
|    | Versenyző               | Csapat              | Idő           |
| -- | ----------------------- | ------------------- | ------------- |
| 1  | Ferdinand Bracke        | Peugeot-BP-Michelin | 73 óra 50' 05 |
| 2  | Wilfried David          | Peugeot-BP-Michelin | 59            |
| 3  | Luis Ocana              | Bic                 | 1' 51         |
| 4  | Miguel Maria Lasa       | Orbea               | 2' 18         |
| 5  | Manuel Galera Magdelano | Karpy               | 2' 37         |
| 6  | Joop Zoetemelk          | Mars-Flandria       | 2' 48         |
| 7  | Agustin Tamames         | Werner              | 5' 15         |
| 8  | Antonio Martos Aguilar  | Werner              | 5' 45         |
| 9  | Raymond Poulidor        | Fagor-Mercier       | 6' 01         |
| 10 | Luis Balague Carrenco   | Werner              | 6' 17         |